# Verletzung des Briefgeheimnisses
Verletzung des Briefgeheimnisses bezeichnet im deutschen Strafrecht einen Straftatbestand. Es handelt sich um ein Antragsdelikt, das in § 202 StGB geregelt wird.

## Rechtsgut
Das durch die Vorschrift geschützte Rechtsgut ist der Schutz vor Indiskretion, insbesondere das Briefgeheimnis (Art. 10 GG).

## Tatgegenstand

### Schriftstück
Tatgegenstand sind Schriftstücke. Ein Schriftstück ist jede durch Schrift verkörperte Gedankenerklärung, z. B. Briefe oder Tagebücher. Gemäß Abs. 3 können auch Abbildungen wie Fotos Tatgegenstand sein.

### Verschlossen
Das Schriftstück muss entweder verschlossen (Abs. 1) oder durch ein verschlossenes Behältnis gegen Kenntnisnahme besonders gesichert (Abs. 2) sein. Beiden Alternativen gemeinsam ist, dass die Kenntnisnahme durch Dritte mindestens deutlich behindert werden muss. Daher wird der Inhalt ungesicherter Postkarten nicht erfasst.
Verschlossen ist ein Schriftstück, wenn es durch einen Verschluss unmittelbar umhüllt wird. Dies ist beispielsweise bei einem zugeklebten Briefumschlag oder bei einem verschlossenen Tagebuch der Fall.
Durch ein verschlossenes Behältnis gegen Kenntnisnahme besonders gesichert ist ein Schriftstück, wenn es sich etwa in einem Safe oder in einer verschlossenen Schublade befindet. Ein verschlossener Raum ist dagegen kein Behältnis.

## Täter
Täter kann jeder sein, der nicht zur Kenntnisnahme bestimmt wurde. Es handelt sich somit um ein negatives Sonderdelikt. Wer Kenntnis von einem Schriftstück nehmen darf, entscheidet in der Regel derjenige, der das Schriftstück verschlossen hat, also beispielsweise der Absender eines Briefes.

## Tathandlung
Tathandlung kann das Öffnen des Schriftstückes (Abs. 1 Nr. 1), das Kenntnisverschaffen durch technische Mittel (Abs. 1 Nr. 2) und das Öffnen eines Behältnisses zur Kenntnisverschaffung (Abs. 2) sein.
Die Handlung ist jedoch nur strafbar, wenn sie unbefugt erfolgt. Eine Befugnis kann sich z. B. aus der Organisation des Empfängers (Poststelle eines Unternehmens) ergeben, aus dem Sorgerecht der Eltern, aus gesetzlichen Vorschriften (z. B. im Strafvollzug) oder aus der Einwilligung des berechtigten Empfängers. Ein rechtlicher Betreuer ist nur dann befugt, wenn das Gericht das Anhalten und Öffnen der Post nach § 1896 Abs. 4 BGB gestattet hat.

### Abs.1 Nr.1
Zur Verwirklichung der Begehungsalternative in Abs. 1 Nr. 1 reicht das bloße Öffnen des Schriftstückes aus. Es ist nicht erforderlich, dass der Täter vom Inhalt Kenntnis nimmt. Schon das Aufreißen eines fremden Briefes ist also strafbar.

### Abs.1 Nr.2
Die Alternative in Abs. 1 Nr. 2 setzt dagegen voraus, dass der Täter zumindest von einem Teil des Schriftstücks Kenntnis nimmt. Dazu muss er ein technisches Mittel einsetzen, beispielsweise eine Apparatur zur Durchleuchtung. Das Gegen-das-Licht-Halten eines Briefes reicht jedoch noch nicht aus.

### Abs.2
Abs. 2 erfasst den Fall, dass jemand ein oben beschriebenes verschlossenes Behältnis öffnet, um sich Kenntnis vom Inhalt einer Schrift zu verschaffen. Öffnet er dagegen das Behältnis, ohne zu wissen, dass sich darin ein Schriftstück befindet, ist der Tatbestand nicht erfüllt.

## Strafmaß, Versuch, Konkurrenzen
Die Tat wird mit Freiheitsstrafe bis zu einem Jahr oder mit Geldstrafe bestraft. Der Versuch ist nicht strafbar.
Wird zusammen mit der Verletzung des Briefgeheimnisses ein Diebstahl oder eine Unterschlagung begangen, kann eine Tateinheit bestehen. Dagegen wird eine Sachbeschädigung verdrängt. Liegt ebenfalls eine Verletzung des Postgeheimnisses oder des Fernmeldegeheimnisses vor, so macht man sich nicht gemäß § 202 StGB strafbar.